# José González (basket-ball)
Pour les articles homonymes, voir González et José González.
José González, né le 3 août 1914 à Valparaíso au Chili et mort à la fin du XXe siècle, est un joueur chilien de basket-ball.

## Palmarès
- Champion d'Amérique du Sud 1937